# Miami Open 2011 - Qualificazioni singolare femminile
Le qualificazioni del singolare femminile del Miami Open 2011 sono state un torneo di tennis preliminare per accedere alla fase finale della manifestazione. 
I vincitori dell'ultimo turno sono entrati di diritto nel tabellone principale. In caso di ritiro di uno o più giocatori aventi diritto a questi sono subentrati i lucky loser, ossia i giocatori che hanno perso nell'ultimo turno ma che avevano una classifica più alta rispetto agli altri partecipanti che avevano comunque perso nel turno finale.

## Giocatrici

### Teste di serie
1. Jelena Dokić (qualificata)
2. Rebecca Marino (primo turno)
3. Magdaléna Rybáriková (primo turno)
4. Evgenija Rodina (primo turno)
5. Zhang Shuai (qualificata)
6. Ksenija Pervak (qualificata)
7. Lucie Hradecká (qualificata)
8. Renata Voráčová (ultimo turno)
9. Tamira Paszek (primo turno)
10. Andrea Hlaváčková (primo turno)
11. Mirjana Lučić (primo turno)
12. Jill Craybas (primo turno)

1. Alberta Brianti (primo turno)
2. Vania King (primo turno)
3. Sandra Záhlavová (primo turno)
4. Patricia Mayr-Achleitner (primo turno)
5. Kirsten Flipkens (ultimo turno)
6. Junri Namigata (ultimo turno)
7. Sania Mirza (qualificata)
8. Anne Keothavong (primo turno)
9. Arantxa Rus (qualificata)
10. Pauline Parmentier (primo turno)
11. Christina McHale (ultimo turno)
12. Kateryna Bondarenko (primo turno)

### Qualificate
1. Jelena Dokić
2. Jamie Hampton
3. Arantxa Rus
4. Sloane Stephens
5. Zhang Shuai
6. Ksenija Pervak

1. Lucie Hradecká
2. Sania Mirza
3. Anna Tatišvili
4. Chan Yung-jan
5. Vesna Manasieva
6. Nastas'sja Jakimava

## Tabellone qualificazioni

### Legenda
| - Q = Qualificato - WC = Wild card - LL = Lucky loser | - ALT = Alternate - SE = Special Exempt - PR = Protected Ranking | - w/o = Walkover - r = Ritirato - d = Squalificato |

### 1ª sezione
|  | Primo turno | Primo turno      | Primo turno      | Primo turno | Primo turno |  |  | Ultimo turno | Ultimo turno     | Ultimo turno | Ultimo turno | Ultimo turno |  |
|  |             |                  |                  |             |             |  |  |              |                  |              |              |              |  |
|  | 1           | Jelena Dokić     | 5                | 6           | 6           |  |  |              |                  |              |              |              |  |
|  |             | Tatjana Maria    | 7                | 3           | 4           |  |  | 1            | Jelena Dokić     | 3            | 7            | 6            |  |
|  | WC          | Carina Witthöft  | Carina Witthöft  | 2           | 2           |  |  | 23           | Christina McHale | 6            | 63           | 2            |  |
|  | 23          | Christina McHale | Christina McHale | 6           | 6           |  |  |              |                  |              |              |              |  |

### 2ª sezione
|  | Primo turno | Primo turno      | Primo turno      | Primo turno | Primo turno |  |  | Ultimo turno | Ultimo turno     | Ultimo turno | Ultimo turno | Ultimo turno |  |
|  |             |                  |                  |             |             |  |  |              |                  |              |              |              |  |
|  | 2           | Rebecca Marino   | Rebecca Marino   | 1           | 5           |  |  |              |                  |              |              |              |  |
|  |             | Jamie Hampton    | Jamie Hampton    | 6           | 7           |  |  |              | Jamie Hampton    | 5            | 6            | 6            |  |
|  |             | Lesya Tsurenko   | Lesya Tsurenko   | 2           | 2           |  |  | 17           | Kirsten Flipkens | 7            | 4            | 2            |  |
|  | 17          | Kirsten Flipkens | Kirsten Flipkens | 6           | 6           |  |  |              |                  |              |              |              |  |

### 3ª sezione
|  | Primo turno | Primo turno               | Primo turno | Primo turno | Primo turno |  |  | Ultimo turno | Ultimo turno              | Ultimo turno              | Ultimo turno | Ultimo turno |  |
|  |             |                           |             |             |             |  |  |              |                           |                           |              |              |  |
|  | 3           | Magdaléna Rybáriková      | 6           | 5           | 0           |  |  |              |                           |                           |              |              |  |
|  | WC          | Michelle Larcher de Brito | 2           | 7           | 6           |  |  | WC           | Michelle Larcher de Brito | Michelle Larcher de Brito | 4            | 2            |  |
|  |             | Misaki Doi                | Misaki Doi  | 1           | 2           |  |  | 21           | Arantxa Rus               | Arantxa Rus               | 6            | 6            |  |
|  | 21          | Arantxa Rus               | Arantxa Rus | 6           | 6           |  |  |              |                           |                           |              |              |  |

### 4ª sezione
|  | Primo turno | Primo turno     | Primo turno | Primo turno | Primo turno |  |  | Ultimo turno | Ultimo turno    | Ultimo turno    | Ultimo turno | Ultimo turno |  |
|  |             |                 |             |             |             |  |  |              |                 |                 |              |              |  |
|  | 4           | Evgenija Rodina | 6           | 4           | 3           |  |  |              |                 |                 |              |              |  |
|  | WC          | Sloane Stephens | 3           | 6           | 6           |  |  | WC           | Sloane Stephens | Sloane Stephens | 7            | 6            |  |
|  | WC          | Sophie Ferguson | 6           | 3           | 6           |  |  | WC           | Sophie Ferguson | Sophie Ferguson | 64           | 1            |  |
|  | 13          | Alberta Brianti | 4           | 6           | 2           |  |  |              |                 |                 |              |              |  |

### 5ª sezione
|  | Primo turno | Primo turno        | Primo turno  | Primo turno | Primo turno |  |  | Ultimo turno | Ultimo turno  | Ultimo turno | Ultimo turno | Ultimo turno |  |
|  |             |                    |              |             |             |  |  |              |               |              |              |              |  |
|  | 5           | Zhang Shuai        | Zhang Shuai  | 6           | 6           |  |  |              |               |              |              |              |  |
|  |             | Alison Riske       | Alison Riske | 4           | 4           |  |  | 5            | Zhang Shuai   | 6            | 2            | 6            |  |
|  |             | Eva Birnerová      | 7            | 4           | 6           |  |  |              | Eva Birnerová | 2            | 6            | 4            |  |
|  | 22          | Pauline Parmentier | 5            | 6           | 3           |  |  |              |               |              |              |              |  |

### 6ª sezione
|  | Primo turno | Primo turno      | Primo turno | Primo turno | Primo turno |  |  | Ultimo turno | Ultimo turno   | Ultimo turno   | Ultimo turno | Ultimo turno |  |
|  |             |                  |             |             |             |  |  |              |                |                |              |              |  |
|  | 6           | Ksenija Pervak   | 6           | 4           | 6           |  |  |              |                |                |              |              |  |
|  |             | Zuzana Kučová    | 4           | 6           | 2           |  |  | 6            | Ksenija Pervak | Ksenija Pervak | 6            | 6            |  |
|  | WC          | Stéphanie Dubois | 6           | 65          | 3           |  |  | 18           | Junri Namigata | Junri Namigata | 1            | 2            |  |
|  | 18          | Junri Namigata   | 3           | 7           | 6           |  |  |              |                |                |              |              |  |

### 7ª sezione
|  | Primo turno | Primo turno      | Primo turno    | Primo turno | Primo turno |  |  | Ultimo turno | Ultimo turno   | Ultimo turno | Ultimo turno | Ultimo turno |  |
|  |             |                  |                |             |             |  |  |              |                |              |              |              |  |
|  | 7           | Lucie Hradecká   | Lucie Hradecká | 6           | 6           |  |  |              |                |              |              |              |  |
|  | WC          | Beatrice Capra   | Beatrice Capra | 3           | 1           |  |  | 7            | Lucie Hradecká | 6            | 5            | 6            |  |
|  |             | Irina Falconi    | 4              | 6           | 6           |  |  |              | Irina Falconi  | 1            | 7            | 1            |  |
|  | 15          | Sandra Záhlavová | 6              | 1           | 3           |  |  |              |                |              |              |              |  |

### 8ª sezione
|  | Primo turno | Primo turno     | Primo turno     | Primo turno | Primo turno |  |  | Ultimo turno | Ultimo turno    | Ultimo turno    | Ultimo turno | Ultimo turno |  |
|  |             |                 |                 |             |             |  |  |              |                 |                 |              |              |  |
|  | 8           | Renata Voráčová | Renata Voráčová | 6           | 6           |  |  |              |                 |                 |              |              |  |
|  |             | Corinna Dentoni | Corinna Dentoni | 3           | 3           |  |  | 8            | Renata Voráčová | Renata Voráčová | 4            | 2            |  |
|  |             | Han Xinyun      | Han Xinyun      | 5           | 0           |  |  | 19           | Sania Mirza     | Sania Mirza     | 6            | 6            |  |
|  | 19          | Sania Mirza     | Sania Mirza     | 7           | 6           |  |  |              |                 |                 |              |              |  |

### 9ª sezione
|  | Primo turno | Primo turno              | Primo turno              | Primo turno | Primo turno |  |  | Ultimo turno           | Ultimo turno           | Ultimo turno | Ultimo turno | Ultimo turno |  |
|  |             |                          |                          |             |             |  |  |                        |                        |              |              |              |  |
|  | 9           | Tamira Paszek            | 2                        | 6           | 4           |  |  |                        |                        |              |              |              |  |
|  |             | Nuria Llagostera Vives   | 6                        | 3           | 6           |  |  | Nuria Llagostera Vives | Nuria Llagostera Vives | 3            | 6            | 4            |  |
|  |             | Anna Tatišvili           | Anna Tatišvili           | 6           | 6           |  |  | Anna Tatišvili         | Anna Tatišvili         | 6            | 4            | 6            |  |
|  | 16          | Patricia Mayr-Achleitner | Patricia Mayr-Achleitner | 4           | 3           |  |  |                        |                        |              |              |              |  |

### 10ª sezione
|  | Primo turno | Primo turno           | Primo turno           | Primo turno | Primo turno |  |  | Ultimo turno          | Ultimo turno          | Ultimo turno | Ultimo turno | Ultimo turno |  |
|  |             |                       |                       |             |             |  |  |                       |                       |              |              |              |  |
|  | 10          | Andrea Hlaváčková     | Andrea Hlaváčková     | 64          | 6(1)        |  |  |                       |                       |              |              |              |  |
|  |             | Chan Yung-jan         | Chan Yung-jan         | 7           | 7           |  |  | Chan Yung-jan         | Chan Yung-jan         | 6            | 3            | 6            |  |
|  |             | Anastasija Pivovarova | Anastasija Pivovarova | 6           | 6           |  |  | Anastasija Pivovarova | Anastasija Pivovarova | 3            | 6            | 2            |  |
|  | 20          | Anne Keothavong       | Anne Keothavong       | 4           | 0           |  |  |                       |                       |              |              |              |  |

### 11ª sezione
|  | Primo turno | Primo turno       | Primo turno       | Primo turno | Primo turno |  |  | Ultimo turno      | Ultimo turno      | Ultimo turno | Ultimo turno | Ultimo turno |  |
|  |             |                   |                   |             |             |  |  |                   |                   |              |              |              |  |
|  | 11          | Mirjana Lučić     | Mirjana Lučić     | 2           | 4           |  |  |                   |                   |              |              |              |  |
|  |             | Yvonne Meusburger | Yvonne Meusburger | 6           | 6           |  |  | Yvonne Meusburger | Yvonne Meusburger | 2            | 7            | 3            |  |
|  |             | Vesna Manasieva   | Vesna Manasieva   | 6           | 6           |  |  | Vesna Manasieva   | Vesna Manasieva   | 6            | 6(0)         | 6            |  |
|  | 14          | Vania King        | Vania King        | 2           | 1           |  |  |                   |                   |              |              |              |  |

### 12ª sezione
|  | Primo turno | Primo turno         | Primo turno | Primo turno | Primo turno |  |  | Ultimo turno | Ultimo turno        | Ultimo turno        | Ultimo turno | Ultimo turno |  |
|  |             |                     |             |             |             |  |  |              |                     |                     |              |              |  |
|  | 12          | Jill Craybas        | 3           | 7           | 1           |  |  |              |                     |                     |              |              |  |
|  | WC          | Lauren Davis        | 6           | 5           | 6           |  |  | WC           | Lauren Davis        | Lauren Davis        | 4            | 1            |  |
|  |             | Nastas'sja Jakimava | 6           | 3           | 6           |  |  |              | Nastas'sja Jakimava | Nastas'sja Jakimava | 6            | 6            |  |
|  | 24          | Kateryna Bondarenko | 3           | 6           | 4           |  |  |              |                     |                     |              |              |  |